# Machimus setibarbus
Machimus setibarbus là một loài ruồi trong họ Asilidae. Machimus setibarbus được Loew miêu tả năm 1849.